# OpenWrt
OpenWrt je linuxová distribuce primárně určená pro směřovače na embedded zařízeních. Projekt byl zahájen v lednu roku 2004. K dispozici je okolo 3500 softwarových balíčků, které se instalují nebo odebírají pomocí opkg balíčkovacího systému. OpenWrt lze nastavovat pomocí BusyBox ash, nebo webového rozhraní LuCI.
OpenWrt je portováno na různé platformy a tak díky tomu může fungovat na velké spoustě zařízení směřovači začínaje a běžným počítačem konče.
Projekt obsahuje wiki, a fórum, SVN správce verzí a Trac pro správu projektu, hlášení chyb, a vývoj kódu. Další podpora je možná na Internet Relay Chat (IRC).

## Vlastnosti
OpenWrt má tyto vlastnosti:
- Zapisovatelný souborový systém, který umožňuje uživateli vytvářet, mazat nebo upravovat jakékoliv soubory. To je dokázáno pomocí mini_fo překrýváním[6] souborového systému jen pro čtení SquashFS se souborovým systémem umožňující zápis JFFS2.
- Flash wear leveling využívající JFFS2.
- Balíčkovací správce opkg, podobný jako dpkg nebo pacman, který umožňuje uživateli přidávat nebo ubírat softwarové balíčky.
- Balíčkový repositář obsahující kolem 2 000 balíčků, hlavně ty, které jsou vhodné pro stroje s omezenými zdroji.
- Sysupgrade, zachovávající konfigurační soubory při aktualizování firmware.
- Sadu skriptů zvaných UCI (unified configuration interface), které mají sjednotit a ulehčit konfiguraci celého systému.[7]
- rozšířené nastavení sítě zahrnující VLAN s vyčerpávající možností nastavení a možností nastavení směrování
- Nastavitelné metody filtrování, manipulování, zpožďování a uspořádání síťových paketů:
  - Firewall
  - Přesměrování externího datového toku za NAT uvnitř LAN
  - Quality of Service pro souběžné používání aplikací jako VoIP, hraní online her a streaming
  - Traffic shaping slouží k rozdělení datového toku mezi uživateli
  - Load balancing pro použití s více ISP
  - IP tunelování
  - Statistiky sítě a systému v reálném čase
- Statické zapůjčení DHCP
- UPnP a NAT-PMP pro automatické konfigurování přesměrování
- umožňuje nastavit dynamické DNS
- Na zařízeních s USB porty dále:
  - Podporu 3G modemů
  - Sdílení tiskáren
  - Sdílení souborů kompatibilní s Windows (pomocí Samba (software))
  - Sdílení souborů NFS a FTP
  - Audio/Video streaming pomocí DLNA/UPnP AV
  - iTunes (DAAP) server
  - streaming z webové kamery
  - USB audio zařízení
- Rozsáhlé ajaxové webové uživatelské rozhraní, díky LuCI projektu[8]
- Uživatelem nastavitelné akce na stisk hardwarových tlačítek zařízení
- Pravidelné aktualizace i pro zařízení již nepodporovaných výrobcem

### Webové uživatelské rozhraní

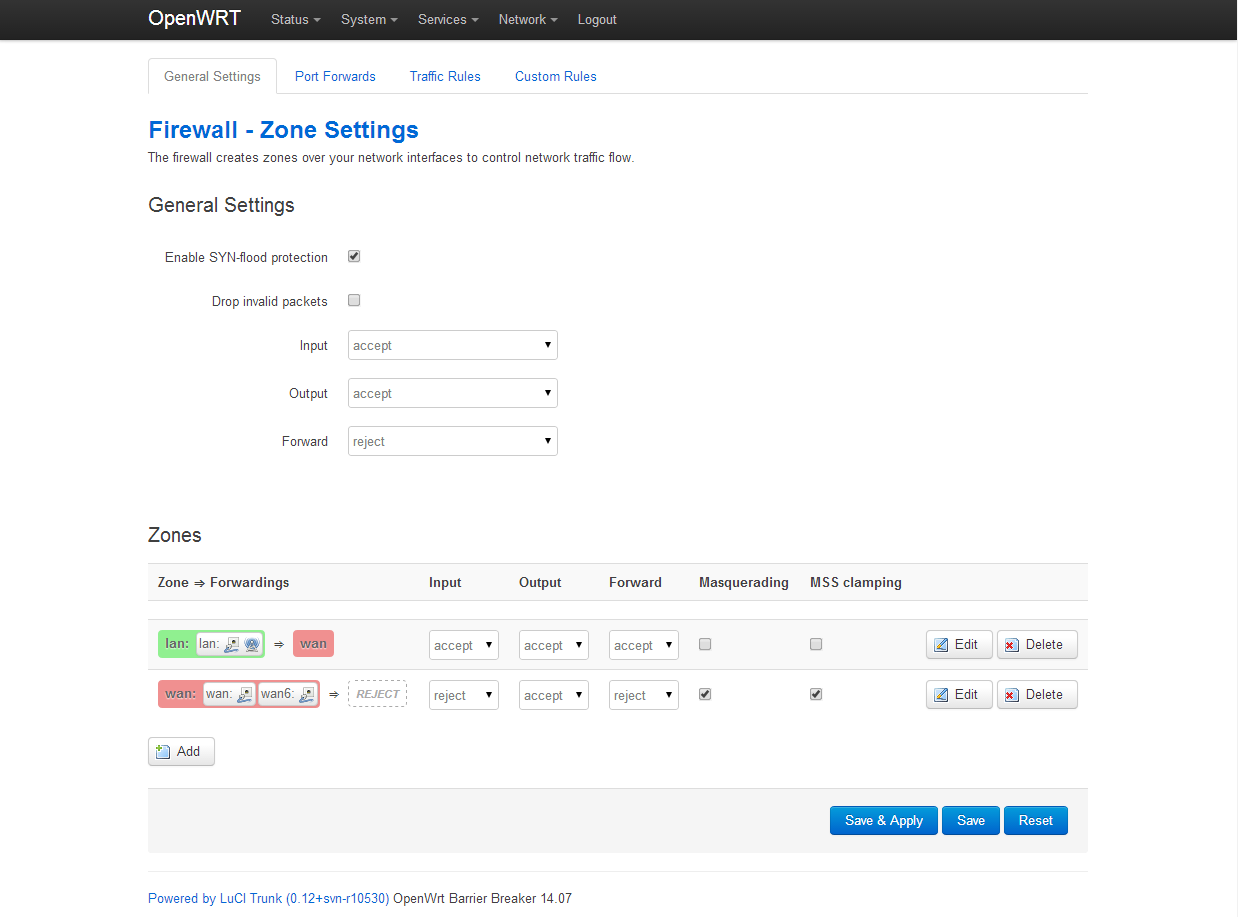
Screenshot LuCI webového uživatelského rozhraní obsaženého ve verzi 14.07

Před verzí 8.09 bylo pro OpenWrt k dispozici jen minimální webové rozhraní. Ve verzi 8.09 bylo k dispozici již lepší rozhraní, které je založeno na LuCI, což je MVC framework napsaný v jazyce Lua.

## Historie
Projekt vznikl v lednu 2004 poté, co Linksys vytvořil firmware pro routery Linksys WRT54G. Protože firmware byl založen na kódu licencovaným GNU licencí, tak podle této licence museli zveřejnit zdrojový kód pod stejnou licencí, což umožnilo ostatním vývojářům vytvořit deriváty původního firmware. Původně bylo OpenWrt určeno jen pro směrovače série WRT54G, ale časem se rozšířila podpora dalších zařízení různých výrobců a různých platforem.

## Verze
Většina hlavních verzí dostávala až do verze 15.05.1 jména podle alkoholických koktejlů. Jejich recepty byly k dispozici po přihlášení pomocí SSH. V důsledku zpomalení vývoje po vydání Chaos Calmer došlo k odtrhnutí vývojářů a k vývoji nové větve pod označení LEDE. Verzí 18.06.0 dochází ke sloučení projektu LEDE zpět do projektu OpenWrt. Od sloučení projektů se používá pouze číselné značení verzí.
| Verze    | Označení            | Datum vydání                            |
| -------- | ------------------- | --------------------------------------- |
| 0.9      | White Russian       | Leden 2007                              |
| 7.06     | Kamikaze            | Červen 2007                             |
| 7.07     | Kamikaze            | Červenec 2007                           |
| 7.09     | Kamikaze            | Listopad 2007                           |
| 8.09     | Kamikaze            | Listopad 2008                           |
| 8.09.1   | Kamikaze            | Červen 2009                             |
| 8.09.2   | Kamikaze            | Leden 2010                              |
| 10.03    | Backfire            | Duben 2011                              |
| 10.03.1  | Backfire            | Prosinec 2011                           |
| 12.09    | Attitude Adjustment | Duben 2013                              |
| 14.07    | Barrier Breaker     | Říjen 2014                              |
| 15.05    | Chaos Calmer        | Září 2015                               |
| 15.05.1  | Chaos Calmer        | Březen 2016                             |
| 17.01.0  | LEDE (Reboot)       | Únor 2017                               |
| 17.01.1  | LEDE (Reboot)       | Duben 2017                              |
| 17.01.2  | LEDE (Reboot)       | Červen 2017                             |
| 17.01.3  | LEDE (Reboot)       | Říjen 2017                              |
| 17.01.4  | LEDE (Reboot)       | Říjen 2017                              |
| 17.01.5  | LEDE (Reboot)       | Červenec 2018                           |
| 18.06.0  |                     | Červenec 2018                           |
| 18.06.1  |                     | Září 2018                               |
| 18.06.2  |                     | 31. ledna 2019                          |
| 19.07.1  |                     | 31. ledna 2020                          |
| 19.07.2  |                     | 6. března 2020                          |
| 19.07.3  |                     | 20. května 2020                         |
| 19.07.4  |                     | 10. září 2020                           |
| 19.07.5  |                     | 9. prosince 2020                        |
| 19.07.6  |                     | 19. ledna 2021                          |
| 19.07.7  |                     | 18. února 2021                          |
| 19.07.8  |                     | Srpen 2021                              |
| 19.07.9  |                     | Únor 2022                               |
| 19.07.10 |                     | Duben 2022                              |
| 21.02.0  |                     | Září 2021                               |
| 21.02.1  |                     | Říjen 2021                              |
| 21.02.2  |                     | Únor 2022                               |
| 21.02.3  |                     | Duben 2022                              |
| 21.02.4  |                     | Říjen 2022                              |
| 21.02.5  |                     | Říjen 2022                              |
| 21.02.6  |                     | Duben 2023                              |
| 21.02.7  |                     | Květen 2023                             |
| 22.03.0  |                     | Září 2022                               |
| 22.03.1  |                     | Říjen 2022                              |
| 22.03.2  |                     | Říjen 2022                              |
| 22.03.3  |                     | Leden 2023                              |
| 22.03.4  |                     | Duben 2023                              |
| 22.03.5  |                     | Květen 2023                             |
| 23.05.0  |                     | Říjen 2023                              |
| 23.05.1  |                     | vynechána                               |
| 23.05.2  |                     | Listopad 2023                           |
| 23.05.3  |                     | Květen 2024                             |
| 23.05.4  |                     | Červenec 2024 (aktuální stabilní verze) |